# Soul blues
Soul blues är en stil av blues som utvecklades i slutet av 1960-talet och början av 1970-talet och kombinerar element från soulmusik och urbanstilar.

## Ursprung
Afroamerikanska sångare och musiker som växte upp med att lyssna på den elektriska bluesen av artister som Muddy Waters, Jimmy Reed och Elmore James, samt soulsångare som Sam Cooke, Ray Charles och Otis Redding, förenade blues och soulmusik. Bobby Bland var en av pionjärerna för denna stil.